# أدلبرتو ريبيرو
أدلبرتو ريبيرو هو لاعب كرة قدم برتغالي في مركز الدفاع، ولد في 13 فبراير 1969 في بارديس في البرتغال. لعب مع نادي باسوش دي فيريرا.

## وصلات خارجية
- أدلبرتو ريبيرو على موقع قاعدة بيانات كرة القدم.إي يو (الإنجليزية)